# Rallye Safari 1987
Le Rallye Safari 1987 (35th Marlboro Safari Rally), disputé du 16 au 20 avril 1987, est la cent-soixante-quatrième manche du championnat du monde des rallyes (WRC) courue depuis 1973, et la quatrième manche du championnat du monde des rallyes 1987.

## Classement général
| Pos | No | Pilote          | Copilote              | Voiture             | Pénalisations   | Écart             | Groupe |
| --- | -- | --------------- | --------------------- | ------------------- | --------------- | ----------------- | ------ |
| 1   | 7  | Hannu Mikkola   | Arne Hertz            | Audi 200 quattro    | 3 h 39 min 44 s |                   | A      |
| 2   | 2  | Walter Röhrl    | Christian Geistdörfer | Audi 200 quattro    | 3 h 56 min 59 s | + 17 min 15 s     | A      |
| 3   | 4  | Lars-Erik Torph | Benny Melander        | Toyota Supra        | 4 h 31 min 09 s | + 51 min 25 s     | A      |
| 4   | 5  | Erwin Weber     | Matthias Feltz        | Volkswagen Golf GTI | 5 h 47 min 27 s | + 2 h 07 min 43 s | A      |
| 5   | 15 | Per Eklund      | Dave Whittock         | Subaru RX Turbo     | 6 h 00 min 42 s | + 2 h 20 min 58 s | A      |
| 6   | 11 | Robin Ulyate    | Thomas Zeltner        | Toyota Supra        | 6 h 33 min 07 s | + 2 h 53 min 23 s | A      |
| 7   | 10 | Rudolf Stohl    | Jürgen Bertl          | Audi Coupé Quattro  | 6 h 45 min 27 s | + 3 h 05 min 43 s | A      |
| 8   | 18 | Mike Kirkland   | Robin Nixon           | Nissan 200SX        | 7 h 14 min 04 s | + 3 h 34 min 20 s | A      |
| 9   | 9  | Rauno Aaltonen  | Lofty Drews           | Opel Kadett GSi     | 8 h 08 min 10 s | + 4 h 28 min 26 s | A      |
| 10  | 1  | Ari Vatanen     | «Tilber»              | Subaru RX Turbo     | 9 h 06 min 17 s | + 5 h 26 min 33 s | A      |